# США против Джона Леннона
«США против Джона Леннона» (англ. The U.S. vs. John Lennon) — документальный фильм о Джоне Ленноне, выпущенный в 2006 году. В фильме рассказывается, как Джон Леннон из «просто музыканта», участника рок-группы The Beatles превращался на протяжении конца 1960-х и начала 1970-х годов в активиста антивоенного движения. В фильме отображено, как правительство США, возглявлявшееся тогда президентом Ричардом Никсоном, пыталось «заткнуть рот» Леннону путём разнообразного давления на него.
В фильме использованы многочисленные съёмки Джона Леннона и Йоко Оно; также в фильм включена съёмка широко известного интервью, которое взяла у Леннона и Оно журналистка (и также антивоенный активист) Глория Эмерсон.
Саундтрек для фильма, составленный из различных записей Леннона, был выпущен в виде отдельного альбома лейблами Capitol Records и EMI 26 сентября 2006 (см. The U.S. vs. John Lennon (саундтрек)).
Мировая премьера фильма состоялась на Венецианском кинофестивале, премьера в Северной Америке — на кинофестивале в Торонто. В США лента вышла в сентябре 2006 года: в Нью-Йорке и Лос-Анджелесе 15 сентября, по всей стране — 29 сентября. В Великобритании фильм вышел 8 декабря 2006, в 26-ю годовщину смерти Леннона. Картина была выпущена в США на DVD 13 февраля 2007. Первый показ по кабельному телевидению в США состоялся 16 августа 2007 по телесети VH1 Classic.

## В ролях
- Джон Леннон
- Йоко Оно
- Тарик Али
- Карл Бернстин
- Гор Видал
- Анджела Дэвис
- Рон Ковик
- Уолтер Кронкайт
- Марио Куомо
- Джордж Макговерн
- Ричард Никсон
- Бобби Сил
- Ноам Хомский
- John Dean
- David Fenton
- G. Gordon Liddy
- Elliot Mintz
- Geraldo Rivera
- Tom Smothers

## Обзоры
- Sam Adams, MOVIE REVIEW: 'The U.S. vs. John Lennon', Los Angeles Times, September 15, 2006.
- Rotten Tomatoes review